# Cofradías penitenciales históricas de Valladolid

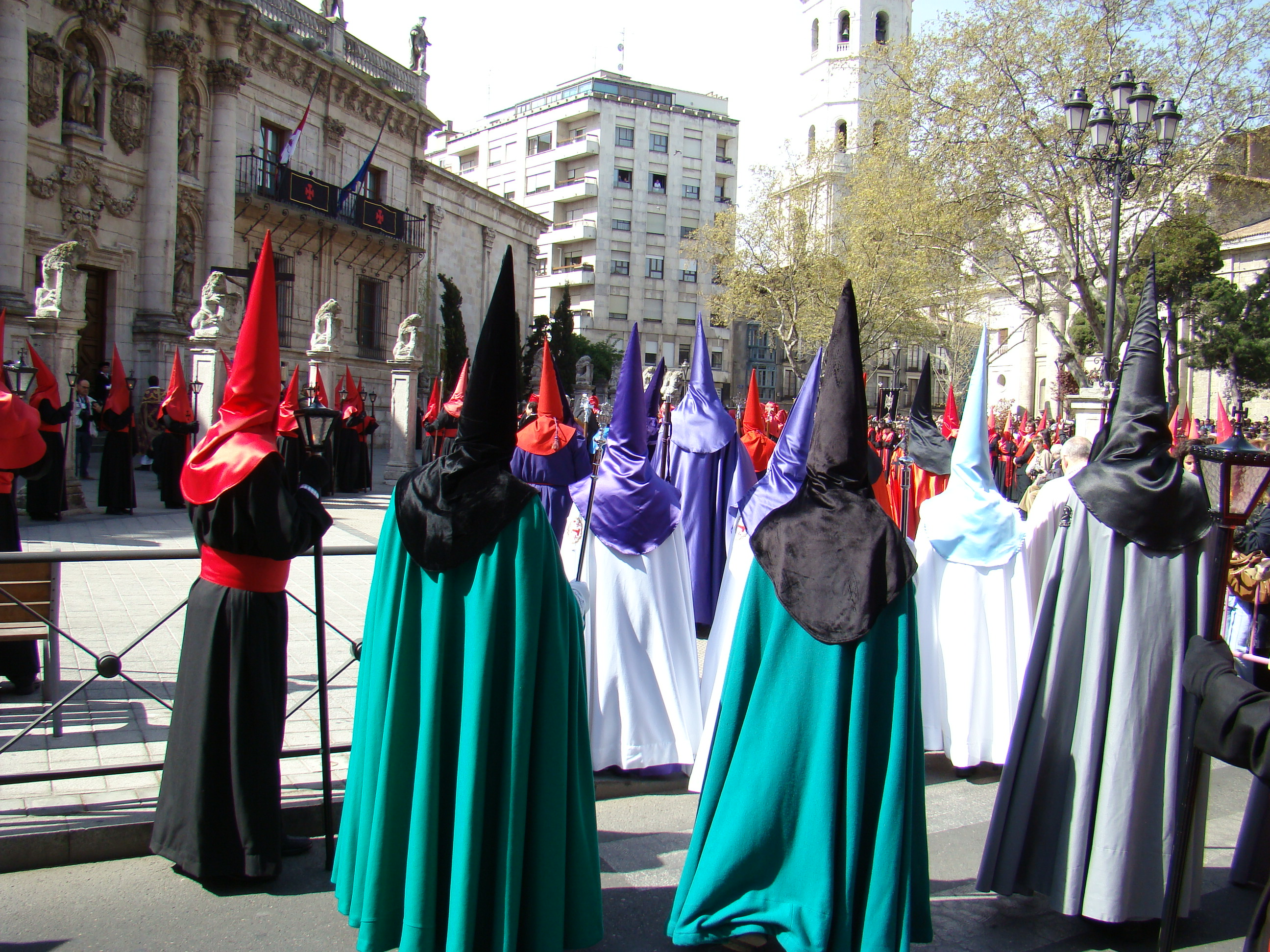
Cofrades de varias cofradías a su paso por la plaza de la Universidad.

Se considera como cofradías penitenciales históricas de la ciudad de Valladolid a cinco Hermandades que se constituyeron o bien en los últimos años del siglo XV o en el XVI, con unas características y un sello inconfundibles en cada una. Desde los comienzos y durante muchos años tuvieron su misión social y religiosa. Con el cambio de costumbres, de política y de normas en Valladolid, la historia de estas cofradías fue evolucionando con los tiempos hasta llegar al presente. Las cinco cofradías son conocidas comúnmente como: «Cofradía de la Vera Cruz», «Cofradía de la Pasión», «Cofradía de las Angustias», «Cofradía de la Piedad», «Cofradía de Jesús Nazareno».
Una cofradía es una congregación, comunidad o asociación formada por personas devotas que adquieren una autoridad competente para ejercitarse en obras de piedad y otros actos de carácter religioso. Los cofrades cumplen con tres llamadas indispensables: Oración, penitencia y caridad. Hay cofradías muy antiguas que son una herencia de las Hermandades de la Edad Media y otras menos antiguas que datan de los siglos XV y XVI y que surgieron como necesidad social de ayuda al desheredado, al pobre de solemnidad, al enfermo y al reo condenado a muerte.
En algún momento determinado de la historia las cofradías perdieron su cometido social y asumieron la misión religiosa de guardar y venerar una determinada imagen y sobre todo protagonizaron la organización y desfile de las procesiones, especialmente las de Semana Santa.

## Historia
En el siglo XVI las cofradías existentes hasta la fecha, dieron lugar a las procesiones de Semana Santa de Valladolid, siendo por tanto sus organizadoras. Hasta el momento su misión había sido ayudar al necesitado pero esta tarea llegó poco a poco a ser cometido de los estamentos oficiales. En el año 1617, Francisco Sobrino (tercer obispo de Valladolid) se ocupó de organizar la asistencia a pobres, desamparados y enfermos, que serían atendidos en el Hospital General (llamado Hospital de la Resurrección). La misión de las cofradías a partir de esta fecha sería la de mantener la religiosidad y el culto a la Pasión de Cristo, especialmente en las procesiones de Semana Santa.

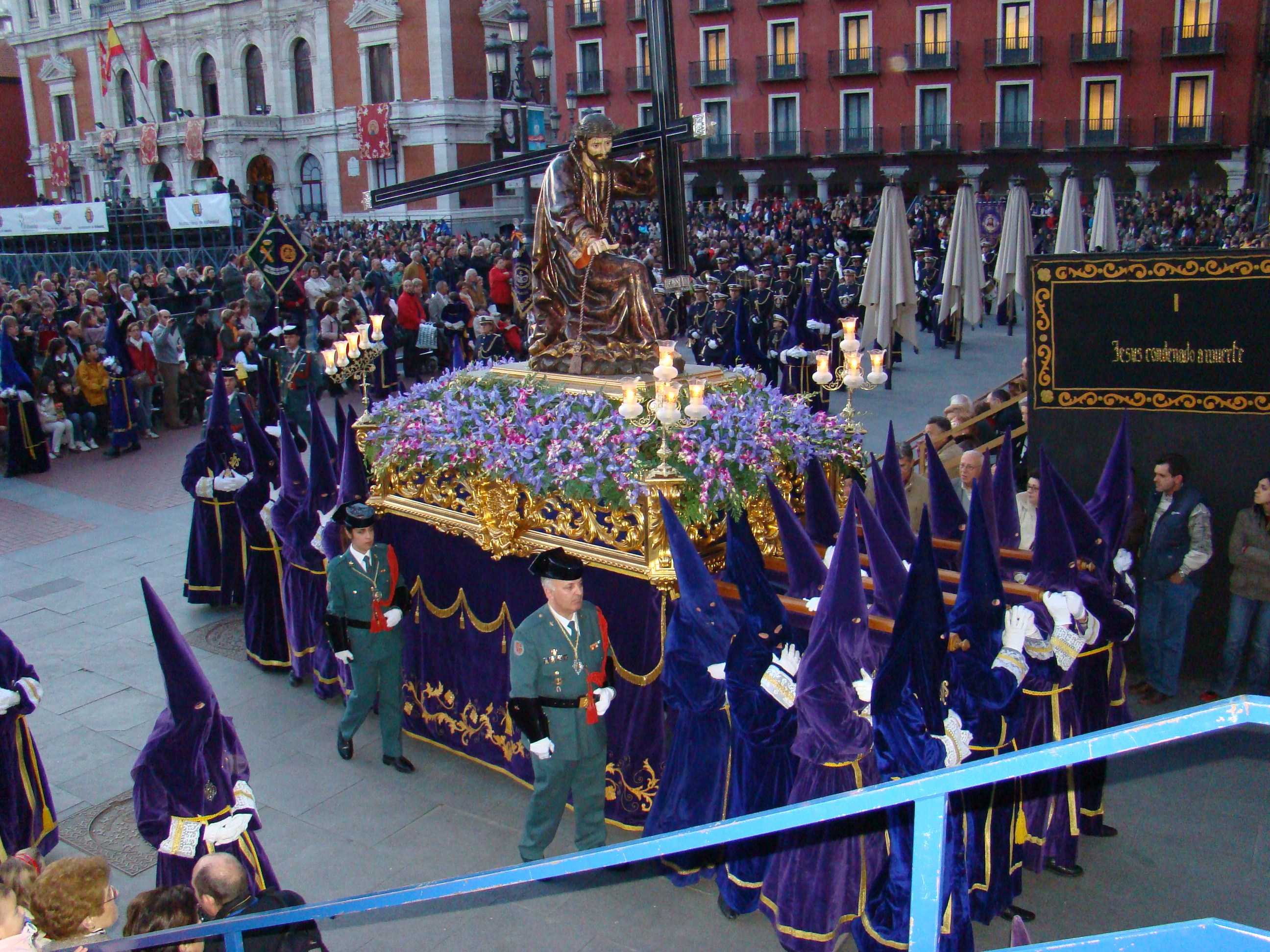
Cofradía de Jesús Nazareno (Valladolid). Via-Crucis Procesional a su paso por la Plaza Mayor.

En el siglo XVII estas procesiones alcanzaron el máximo esplendor y fama en toda Europa; es el momento de los grandes escultores-imagineros del barroco como Gregorio Fernández. En el siguiente siglo y a partir de 1731 se inició su decadencia a causa de los cambios políticos y culturales, hasta llegar a su casi absoluta desaparición en los umbrales del siglo XIX. A lo largo de este siglo hubo altibajos que se correspondieron con la vida política del país. En el primer tercio del siglo XX florecieron de nuevo las procesiones y por tanto las cofradías que las sustentaban gracias al entusiasta impulso del obispo Remigio Gandásegui que estableció una organización que todavía perdura casi intacta y que fomentó la formación de nuevas cofradías. En 1931 aparecieron las del Santo Entierro y la del Cristo de los Carboneros. 
Cuando se estableció la Segunda República se dictaron nuevas normas relacionadas con la religión:

El Estado, las regiones, las provincias y los municipios no mantendrán, favorecerán ni auxiliarán económicamente, a las iglesias, asociaciones e instituciones religiosas.

Estas medidas afectaron a las cofradías y por tanto a las procesiones; sin ayuda económica y sin apoyo oficial no podían subsistir. Sin embargo en 1935, el obispo Gandásegui consiguió una autorización especial para sacar las procesiones de Semana Santa. La participación fue numerosa, sobre todo en la procesión de la Borriquilla del Domingo de Ramos en la que desfilaron 3.000 niños.
Durante los años de la guerra civil española se restauró la ayuda económica a las cofradías con el acuerdo de entregar a cada una de las siete existentes un donativo de 300 pesetas, según una costumbre establecida anteriormente. En 1946 el Ayuntamiento propuso que las fiestas de Semana Santa dejaran de ser actividades dependientes de esta corporación, creando a tal efecto la Junta Pro-Fomento o Junta Pro-Semana Santa que en adelante se haría cargo de todo lo concerniente a festividades y organización, aun cuando el Ayuntamiento seguiría contribuyendo con importantes donativos. Desde entonces la Junta se responsabilizó de todo, entre otras cosas de elaborar los libros que componen los archivos de la Junta de Cofradías de Semana Santa y de cada una en particular.
Actualmente son 20 las cofradías existentes que se ocupan en Semana Santa de la coordinación de las procesiones y de organizar durante todo el año actos religiosos así como de cuidar sus imágenes (pasos) la mayoría de ellas obras de arte de mucho valor, de las que son responsables. Desde un punto de vista social y de caridad cuentan también con múltiples actividades.

### Dificultades y reformas

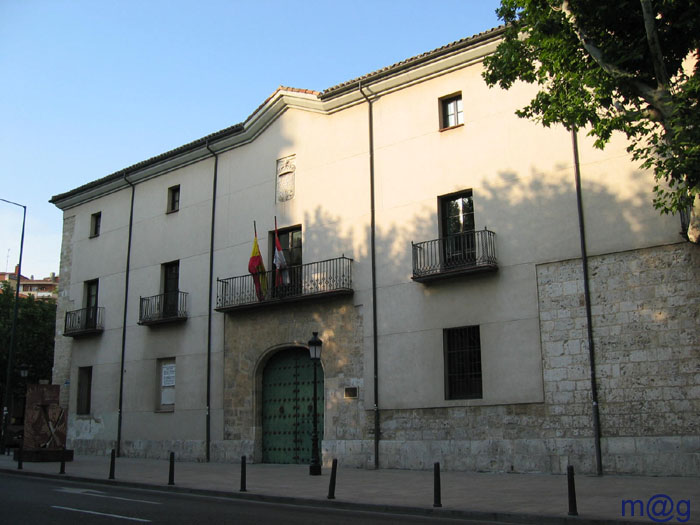
Edificio de la Real Chancillería.

Las cofradías tuvieron grandes dificultades económicas durante el siglo XVIII porque las autoridades reformistas trataron de impedir que continuaran con una serie de costumbres que, a su entender, constituían abusos y escándalos. Estimaron conveniente cortar con esa escalada de malas costumbres (siempre en opinión de los reformistas) consistentes en comidas y festejos que reportaban algunos beneficios económicos. Los cofrades protestaron enérgicamente alegando que no podrían subsistir ni hacer frente a los gastos si se les prohibían tales costumbres. Intervino la Real Chancillería, intervino también el intendente corregidor del Ayuntamiento, y después de muchas trifulcas y demandas judiciales, en 1773 se hizo vigente por Real Cédula la medida de supresión redactada anteriormente, el 10 de mayo de 1770, en contra de todas las cofradías. Estas se vieron obligadas a enviar sus reglas al Consejo de Castilla mientras sus bienes fueron requisados por una Junta de Caridad. Se suprimieron todas las cofradías, las penitenciales y las gremiales.
Años más tarde, en 1797 se restituyó la existencia legal a las cofradías penitenciales. Cerca del siglo XIX, las autoridades civiles con mediación de la Chancillería, tomaron también el mando y autoridad sobre el tema siempre discutido de la salida y disposición de las procesiones. En el llamado Plan y Apuntamiento se establecieron las normas a seguir para los itinerarios y los horarios. Estas disposiciones entrarán en vigor en plena ocupación francesa, en 1810, bajo el mando del general Kellerman que, como medida política muy astuta, quiso mantener en paz a los vallisoletanos concediéndoles aquello que tanto apreciaban: las procesiones de Semana Santa. Así fue como se organizó la primera procesión general que desfiló por las calles de Valladolid el 21 de abril de 1810; en ella participaron varias cofradías, aportando cada una sus propias imágenes.
Sin embargo y pese a este impulso a favor de las procesiones, a lo largo de todo el siglo XIX se apreció una decadencia en todas las cofradías que vieron además disminuir el número de cofrades. El ambiente sociopolítico que se vivía contribuyó a este ocaso.

## Los cargos
(Donde vienen detallados todos los cargos posibles.)
En todas las cofradías existían los mismos cargos superiores para su buen gobierno: Dos alcaldes de oficios menores y mayordomos que podían ser de iglesia, de colgar, de pedir, y otras ocupaciones.
Para la elección de los cargos había dos propuestas. Una propuesta hecha por los que cesaban y otra que presentaban los propios cofrades. Todos intervenían en la votación. Una vez hecha la elección, todos los miembros de la cofradía salían con su clarín en dirección al domicilio del interesado a dar la noticia.
Para llegar a la dignidad de alcalde era necesario haber pasado por los oficios menores. Se imponía como obligaciones el buen cuidado de toda la cofradía, convocar todas las festividades de la iglesia, costear el almuerzo de la festividad del Corpus y costear en la Octava un refresco de limonada y bizcochos para los diputados oficiales. El alcalde se ocupaba también de conmemorar los cofrades difuntos con un vino y roscas más la dádiva de 15 reales para un almuerzo que se daría a los mayordomos y oficiales que cada día se ocupaban de llevar las insignias y estandartes en rogativas y actos devotos.

## Nuevos cofrades
Según las noticias que da Manuel Canesi en su Historia de Valladolid (1750), las afiliaciones de los nuevos cofrades en el siglo XVIII se hacían con arreglo a una tradición muy antigua. En primer lugar se reunían en una sala capitular donde estaban presentes los Alcaldes, el Secretario de hechos y el capellán. Delante de este grupo había una mesa con los libros y las reglas (normas) de los estatutos. Previamente se había preparado un almuerzo que era en realidad el almuerzo de admisión pues los aspirantes no tenían más que apuntarse a este evento, previo pago de una pequeña cantidad, y con esa diligencia ya se les consideraba cofrades.

## Los gremios
Ciertas agrupaciones gremiales también entraron a formar parte de algunas cofradías. Así ocurrió con los escultores y pintores que, aun perteneciendo a una cofradía gremial llamada de San Lucas, se inscribieron en la cofradía de la Pasión. Los curiales, escribientes y en general la gente de la Chancillería, lo hicieron en la de las Angustias y en la Vera Cruz se afiliaron los plateros y orfebres.

## Ingresos para el mantenimiento
Para hacer frente a los gastos de las procesiones y otros deberes, los alcaldes recurrían a variados procedimientos, al margen de las limosnas voluntarias y las dádivas de los devotos y de las autoridades. A estos efectos era costumbre por parte de la cofradía enviar a los diputados y otras personas generosas, el día del Corpus, una o dos lonjas de tocino galiciano (tocino de Galicia) acompañado de una limeta de vino. La persona que recibía este regalo daba a cambio unos 100 reales.
A los encargados de alumbrar el último claro de las procesiones se les daba una o dos libras de dulces, un "papel" de aceitunas, una torta de bizcocho y una limeta de vino o de limonada. A veces el regalo consistía en una gallina y una limeta de vino. Los estandartes (las personas que llevaban el estandarte) también eran recompensados en reconocimiento al gasto que hacían en cera, túnicas y calzado.

## Historia antigua de las cinco cofradías tradicionales

### Cofradía de la Vera Cruz
Es la más antigua de las cinco cofradías históricas que se conocen. El primer dato documentado que se tiene es de 1498, una solicitud que hacen los cofrades al Regimiento (el Ayuntamiento de la época), para construir un humilladero fuera de la Puerta del Campo. Fue una ermita de cal y piedra donde se veneraba un Cristo y una reliquia que consistía en un pedazo pequeño de la Verdadera Cruz. Más tarde hicieron un relicario para guardarla y para poderla llevar en procesión. Nació esta cofradía con la obligación de curar enfermedades contagiosas y atender a los viandantes desamparados. A partir de 1515 tuvieron en propiedad un hospital en la antigua calle de la Copera (hoy calle del Conde Ansúrez).

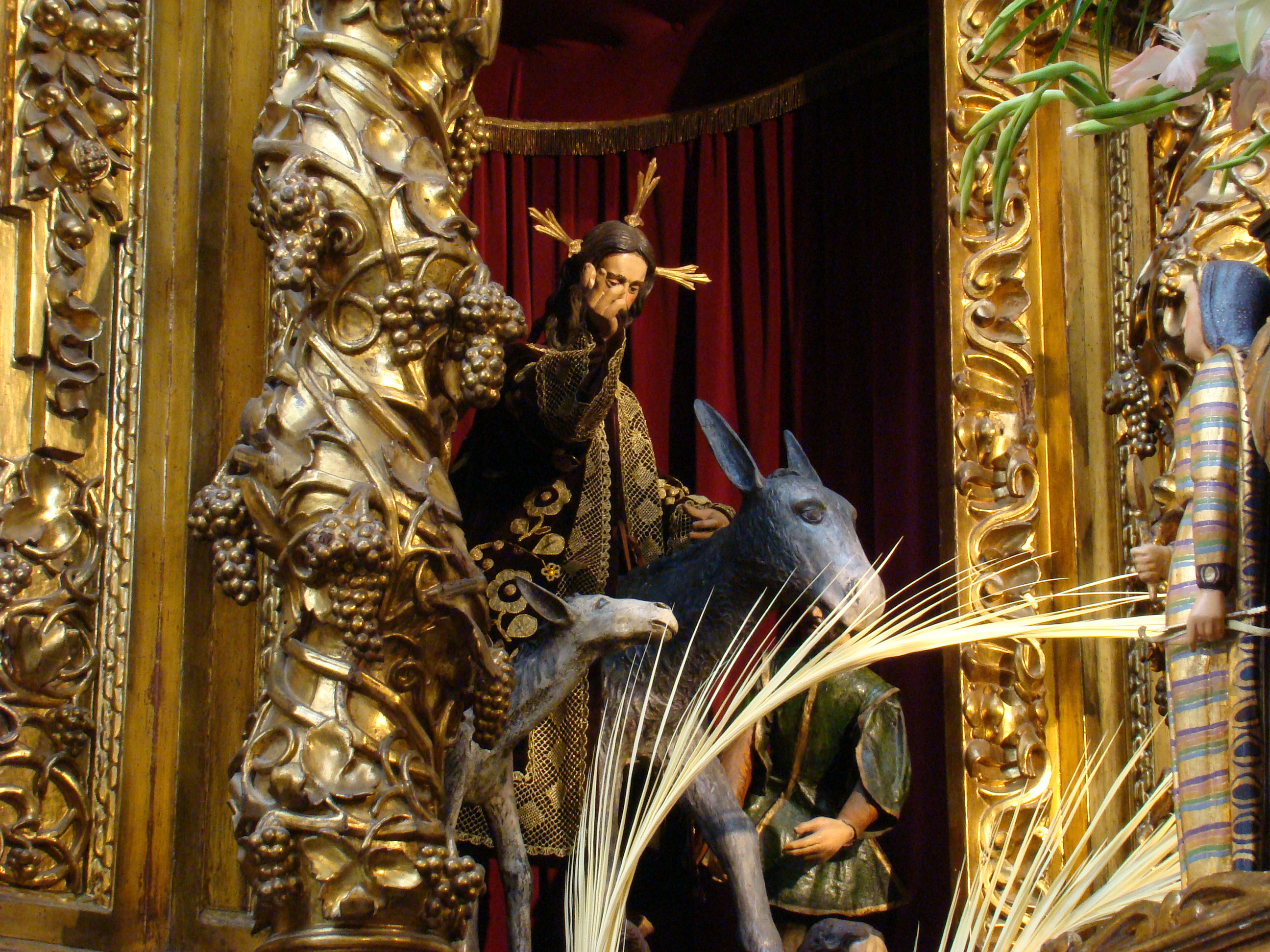
Paso de la Borriquilla de Francisco Giralte.

Por su antigüedad tenían el privilegio de elegir el itinerario y el horario en el día de su procesión de regla.
Esta cofradía tuvo mucho que ver con los franciscanos del convento de San Francisco y con sus cofradías de la Orden Tercera y del Cordón de San Francisco. La convivencia con estos frailes fue siempre buena y provechosa. El paso más antiguo, el de la Borriquilla, salía de la nave de Santa Juana de la iglesia de este convento.
Cuando se edificó en el siglo XVII el templo que existe todavía, en la que era calle de la Costanilla (hoy calle de la Platería), la cofradía tenía la costumbre de llevar en procesión desde esta iglesia hasta el humilladero antes citado la imagen llamada Cristo del Humilladero.

### Cofradía de la Sagrada Pasión de Cristo
Su patrono fue desde el principio San Juan Bautista degollado, en armonía con la cofradía existente en Roma, llamada Hermandad de la Misericordia de la nación Florentina de la Ciudad de Roma o San Juan de los Florentinos de Roma, que fue la primera asociación que hubo en la historia con esta advocación. Al hermanarse con los Florentinos, la cofradía de la Pasión pretendía (y lo consiguió) obtener del papa las mismas bulas e indulgencias.

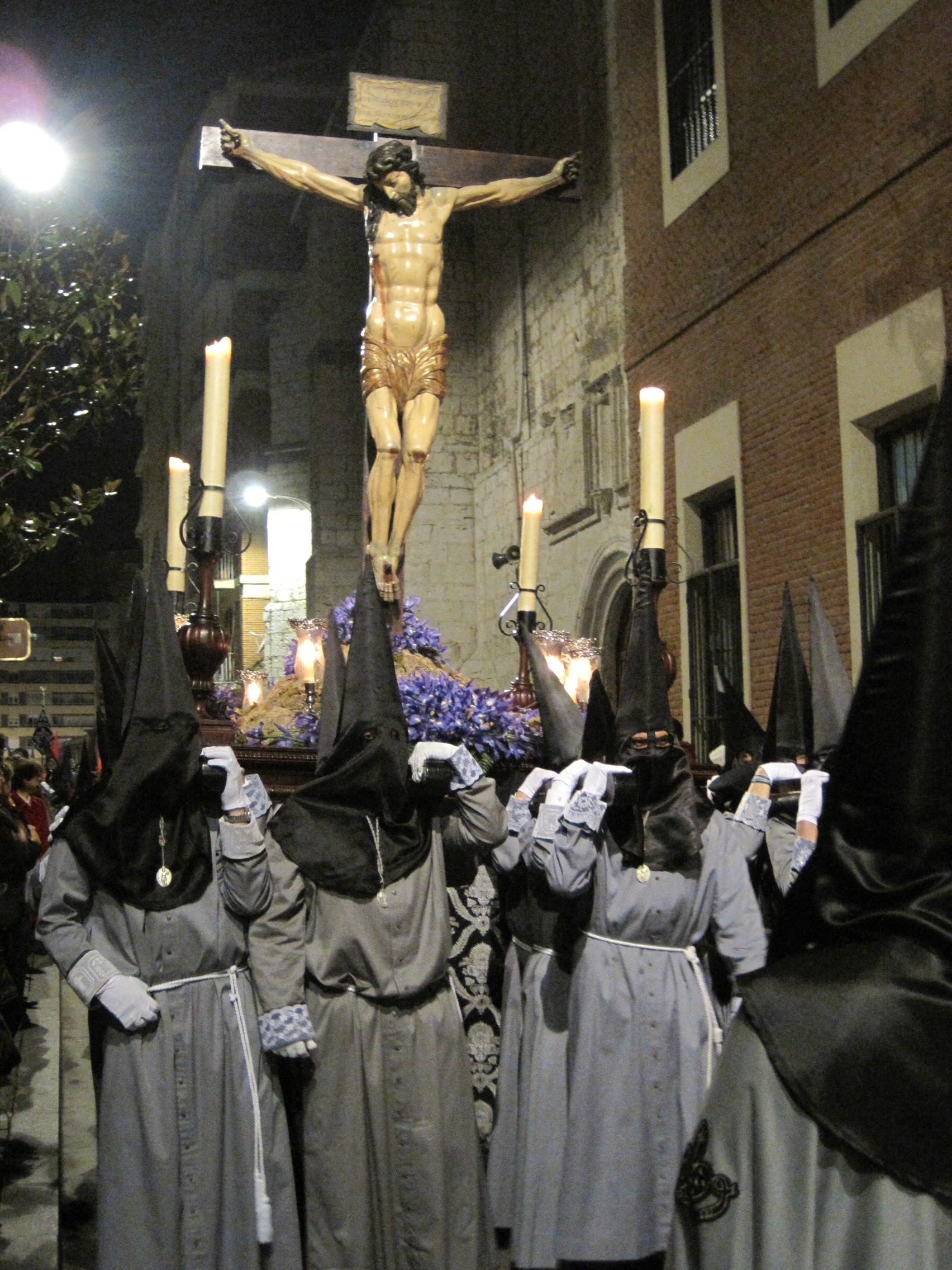
Cofradía Penitencial de la Sagrada Pasión de Cristo.

Su regla obligaba a amparar a los reos que iban a ser ajusticiados y asistirles después de su muerte y ocuparse del entierro. También obligaba a recoger los cadáveres de los que morían en los caminos y lugares cercanos a Valladolid o que se ahogaban en el río, (o que eran arrojados dentro de toneles especiales), así como los de los ajusticiados, para todo lo cual pedían limosna en una esquina de la plaza Mayor.
El proceso del enterramiento de los restos de los ahorcados requería toda una ceremonia que comenzaba el día anterior al ajusticiamiento. Consistía en acudir –alumbrando la imagen de un Crucificado- a la cárcel, donde dirigían al reo una plática llena de palabras reconfortantes mientras le vestían con una túnica de bayeta negra. De esta manera le recibían como hermano haciéndole partícipe de las indulgencias que los papas habían ido concediendo. Después los alcaldes le ofrecían dulces, bizcochos y vino. La ceremonia continuaba al día siguiente, es decir, el día de la ejecución; los cofrades andaban desde el amanecer por la ciudad recogiendo limosnas para los gastos y misas que se ofrecían por su alma (la del reo), tocando unas tristes campanillas al tiempo que pronunciaban con doliente soniquete estas palabras:

Hagan bien, para hacer bien por el ánima de este hombre que sacan a ajusticiar…

Tras la ejecución, los alcaldes de la cofradía pedían permiso a la Sala del Crimen para bajar al reo de la horca y llevarle a enterrar al anochecer, bajo el coro de la cercana iglesia de Santiago que era la jurisdicción parroquial a la que pertenecía la plaza Mayor. Si la magnitud de las fechorías del reo era muy grave, su cuerpo era descuartizado repartiendo cada parte por los caminos. Para la recogida de estos restos y de los restos de aquellos que por cualquier causa morían en los caminos, tenían los cofrades de la Pasión otra regla que cumplir rodeada de otra ceremonia: el llamado domingo de Lázaro.

Primeramente los cofrades recorrían los caminos cercanos para recoger los huesos que pudieran haber quedado. Mientras tanto se elevaba un túmulo en el humilladero (o ermita) que la cofradía tenía en propiedad fuera del Puente Mayor, en el actual barrio de la Victoria y más tarde se decían unas misas por el alma de los difuntos cuyos huesos habían sido depositados allí. Era costumbre que por la tarde se acercasen a caballo muchos de los cofrades diputados, alumbrando su recorrido con hachas de cera con el fin de recoger y acompañar los huesos que previamente se habían depositado en una litera cubierta por bayeta negra y acarreada por dos mulas. Desde allí llegaban al templo de las Angustias donde se había montado otro túmulo. Seguían a la catedral donde se cantaba un responso. En la plaza Mayor les aguardaba la cofradía de Jesús Nazareno y otro túmulo delante del Ayuntamiento; se cantaba otro responso y finalmente hacia las 7 u 8 de la tarde se dirigían al lado opuesto, al convento de San Francisco, en cuya puerta principal esperaba la clerecía de la parroquia de Santiago. Entonces los diputados de la cofradía de la Pasión tomaban en sus hombros el arca-ataúd y la transportaban hasta el lugar de la sepultura, momento en el cual se volvía a cantar otro responso. A continuación todo este cortejo se salía fuera y solo quedaban los frailes del convento, encargados del entierro y de celebrar un oficio funeral.

#### Sepulturas de los ajusticiados
En el convento de San Francisco, en el patio que se hallaba entra la nave de Santa Juana y las casas de Baltasar Paredes, tenía lugar el enterramiento de los huesos de los ajusticiados en la llamada capilla de la Sagrada Pasión. Allí había un nicho con puertas de celosía y un altar con un crucifijo que tenía a sus costados las imágenes de la Virgen y de San Juan Evangelista. Delante de este altar ardía siempre una lámpara. En el suelo podían verse las losas grandes bajo las que se enterraban los huesos. Otros restos se depositaban bajo el claustro del convento. En esta capilla y junto a un cristo pintado había una inscripción:

El Señor obispo D. Juan Vigil de Quiñones concedió 40 días de indulgencias a todas las personas, que delante de este Santo Cristo rezaren un Paternóster y un Ave María por las ánimas de los ajusticiados, cuyos cuerpos están aquí sepultados.

#### Ocaso y recuperación de la cofradía de la Pasión

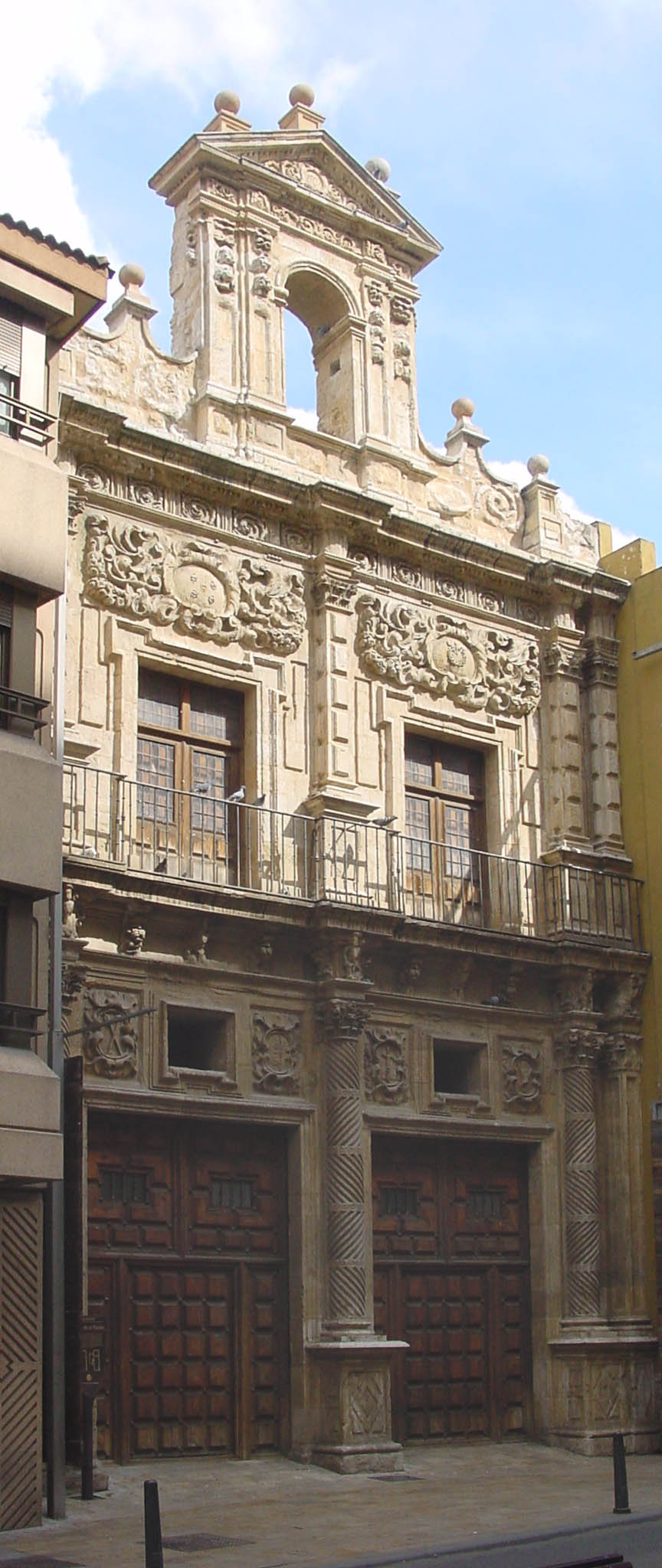
La cofradía tenía su sede en la iglesia de la Pasión, construida en el y reedificada en 1672.

La cofradía tenía su sede en la iglesia de la Pasión, construida en el siglo XVI y reedificada en 1672; sufrió los mismos avatares de decadencia que las otras, quedando pocos cofrades que pudieran atender el templo; éste fue declarado ruinoso en 1924 y en 1926 se dispuso su cierre al culto. Por entonces, desde 1921, sólo quedaban dos hermanos pertenecientes a la comisaría del Santísimo Cristo del Perdón, Román Sanz y Cándido Negro. Estos dos cofrades-comisarios se llevaron la imagen del Cristo del Perdón que estaba bajo su custodia, a su casa, a la espera de que el arzobispo les concediera un lugar en un altar de la iglesia de San Felipe Neri. Desde allí fue trasladada al Santuario y después a la iglesia de la Magdalena. Gracias a la salvación de esta imagen y a lo que pudieron aportar los dos comisarios, la cofradía tuvo continuidad, convirtiéndose la comisaría del Santísimo Cristo del Perdón en cofradía con estatutos propios otorgados en 1992 por el obispo de Valladolid José Delicado Baeza, recuperando incluso el nombre: Cofradía de la Sagrada Pasión de Cristo. Desde 1993 su sede fue la iglesia del Convento de San Quirce y Santa Julita.

#### Imágenes propias
Desde mediados del siglo XVI la cofradía tenía sus propias imágenes que procesionaban. La imagen titular era la conocida como Virgen de la Pasión. En 1579 encargaron al escultor Andrés de Rada y al pintor Juan Díez el paso dedicado a la degollación de Juan el Bautista. En 1604 están documentados los pagos hechos al escultor Francisco de Rincón por el encargo del primer paso procesional en madera policromada, con escena completa; se trata del llamado La Elevación de la Cruz que existe todavía y es custodiado en el museo de escultura de Valladolid. La imagen Santísimo Cristo del Perdón fue esculpida por el nieto de Francisco de Rincón, Bernardo de Rincón, en 1656.

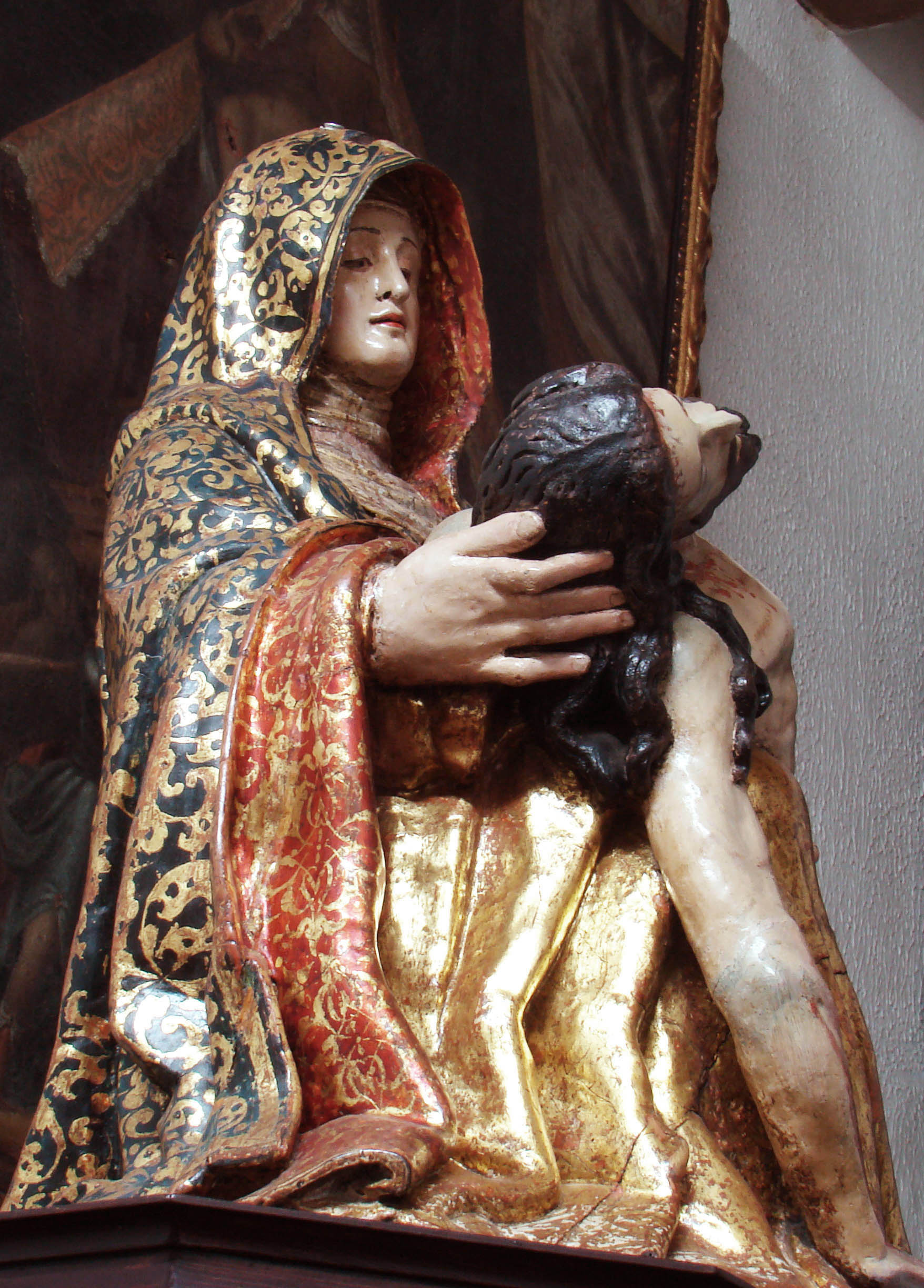
Virgen de la Pasión, primera imagen propiedad de la cofradía de la Pasión. Talla anónima de mediados del siglo XVI. Se custodia en la iglesia de San Quirce, sede de esta cofradía. Según el historiador Canesi, la talla fue una donación de Diego Sánchez Pintado, diputado de la cofradía.
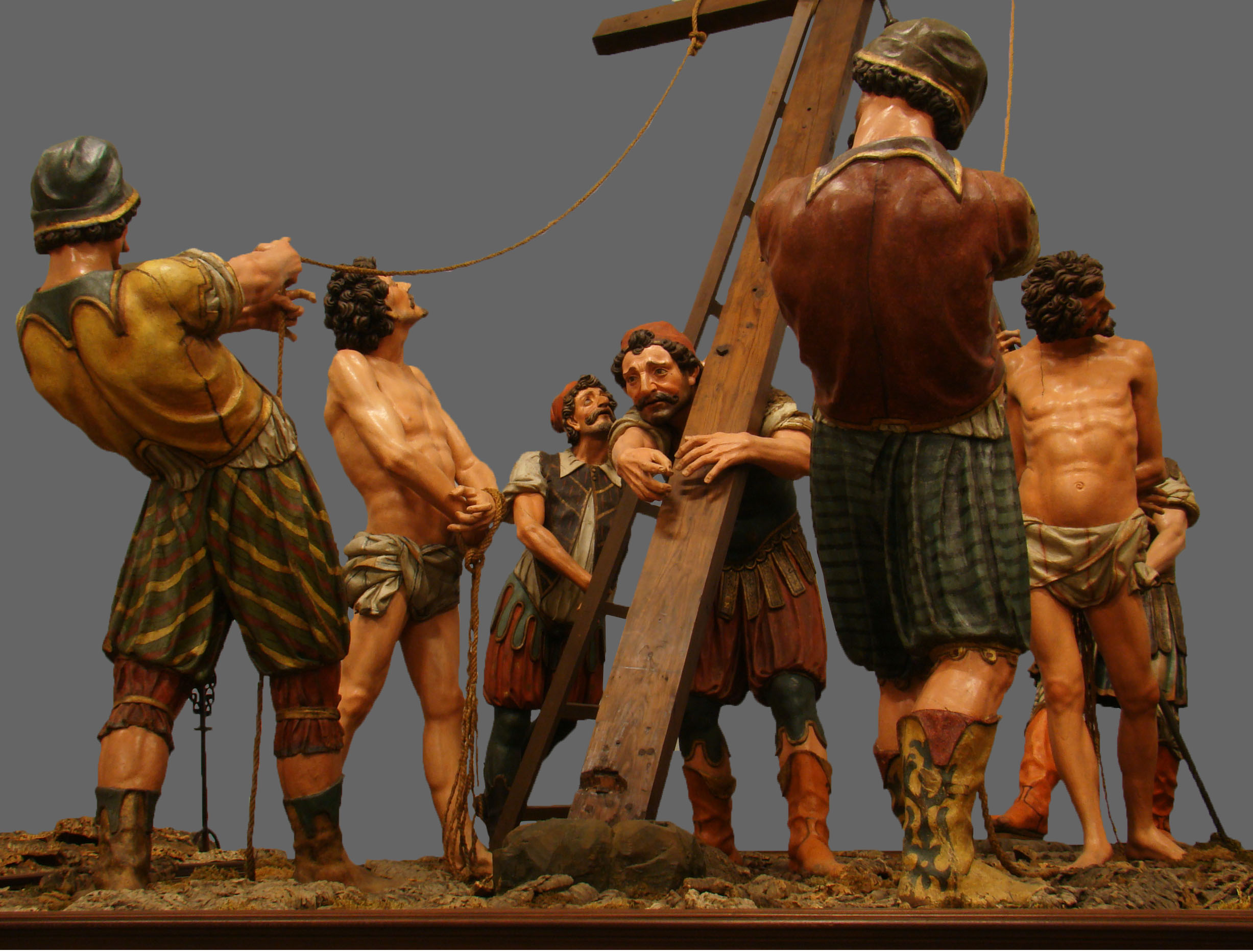
La Elevación de la Cruz con el madero desnudo, tal y como se guarda en el museo de escultura. El cristo de Francisco de Rincón está siempre custodiado en la clausura de las monjas del monasterio de San Quirce. Este paso sale en la Procesión General de la Sagrada Pasión del Redentor.
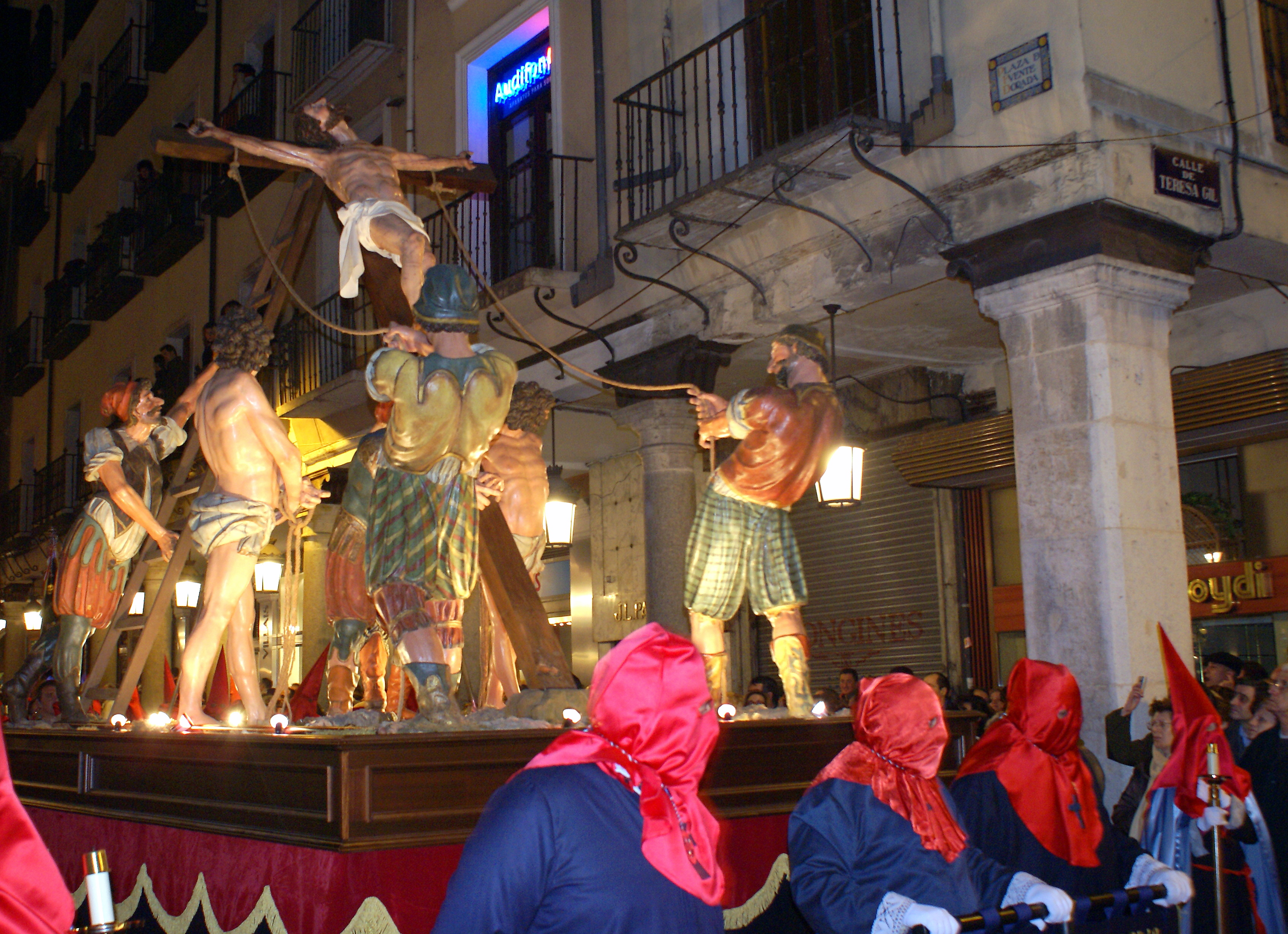
La Elevación de la Cruz con el cristo.

### Cofradía de las Angustias
Lo mismo que las otras cofradías citadas, tuvo sus comienzos con sede en una ermita, situada en un lugar conocido como las cuatro calles, que en el Valladolid del siglo XXI corresponden a la calle de Torrecilla, de la Rondilla de Santa Teresa, de Gondomar y de Santa Clara. En ese entorno se encontraba la Real Chancillería y muchos de sus funcionarios vivían cerca y eran cofrades. La cofradía de las Angustias alegó siempre a favor de su antigüedad el vínculo que había tenido desde los tiempos de los Reyes Católicos con el Tribunal de la Chancillería.
En 1569 se escribieron los textos de regla en el documento de la Regla y Ordenanzas donde consta el título impuesto desde entonces: Nuestra Señora de la Quinta Angustia y Angustias y Soledad de Nuestra Señora de los desamparados. El segundo documento de valor para la cofradía fue la bula que otorgó el papa Paulo III el 7 de enero de 1536, concediendo una serie de privilegios a los cofrades como recompensa a la caridad y penitencia que la regla les exigía.
También esta cofradía tuvo vínculos conventuales. Su relación con los padres dominicos de San Pablo de Valladolid está indicada en los documentos de 1563 donde se firma una concordia; como consecuencia, los cofrades podían disponer del templo dominico para las celebraciones litúrgicas y las fiestas de regla y especialmente para todo lo concerniente a la Semana Santa. La procesión de regla salía de esta iglesia de San Pablo.

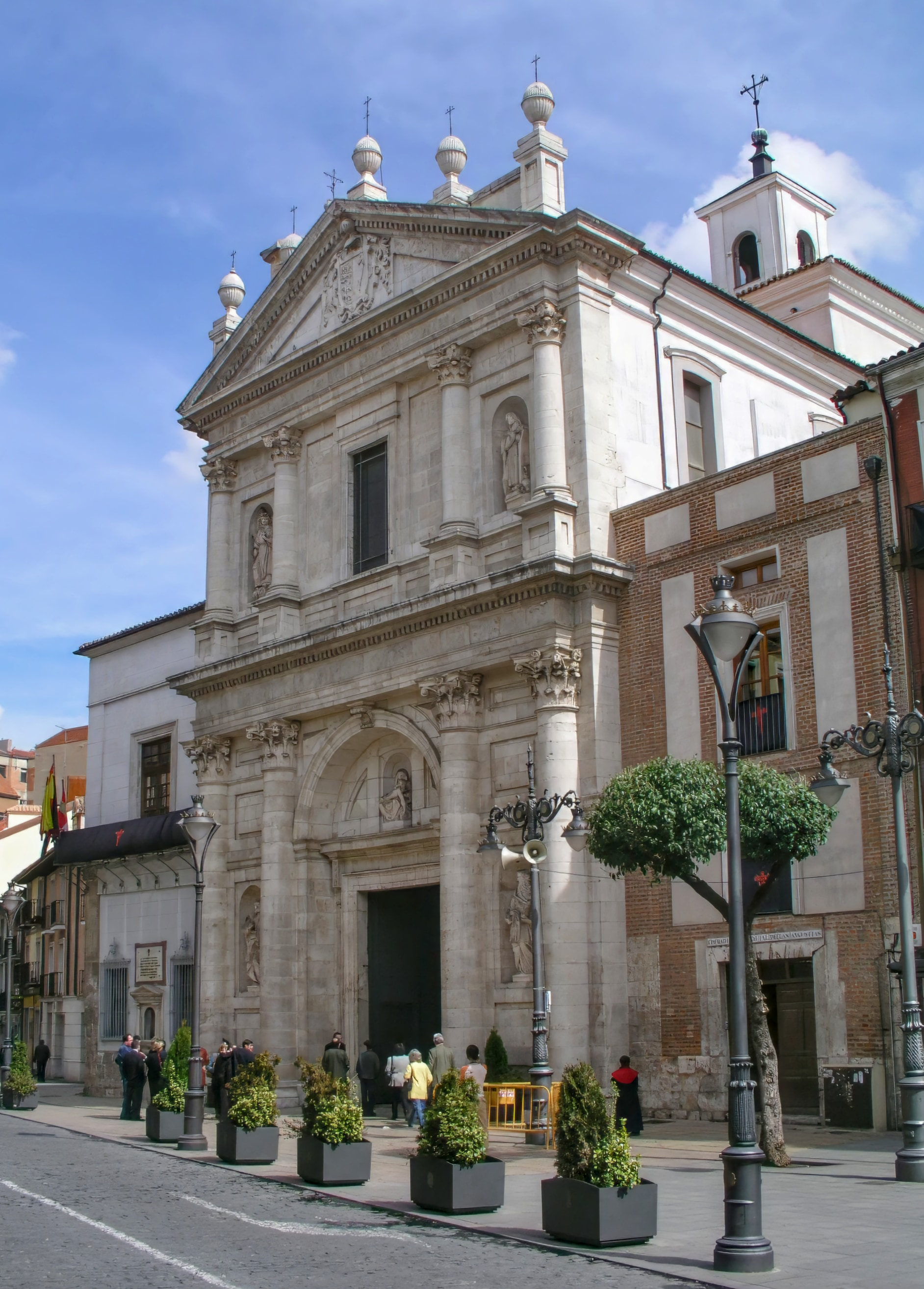
Fachada de la iglesia de las Angustias.

La ermita llegó casi a la ruina total y hubo necesidad de construir un templo para lo que se ofreció en mecenazgo el mercader Martín Sánchez de Aranzamendi que junto con su esposa dieron un gran donativo para la edificación de un templo digno de la cofradía. Aranzamendi había sido alcalde de esta cofradía en 1584. Se comenzaron las obras del nuevo templo en 1613, en la llamada plazuela del Almirante, frente al palacio del Almirante de Castilla, en la zona donde se encontraba la colegiata de Santa María. Se edificó la iglesia más los espacios anejos necesarios: sacristía, salón del Cabildo, sala de pasos, puerta de acceso adecuada, balcón de autoridades. El patronazgo se selló y estableció a través de la Escritura de Patronazgo, Memorias y Dotaciones.
El siglo XVII fue el gran esplendor y lucimiento de las cofradías en las procesiones y la consolidación de los pasos de madera cuyo precursor había sido Francisco de Rincón con La Elevación de la Cruz. El gremio de entalladores que tenía como nombre Corporación y Cofradía del Patriarca San José, tenía su sede en esta iglesia. A este gremio pertenecían los escultores Juan de Juni, Francisco de Rincón y Gregorio Fernández, que fueron también cofrades de las Angustias.
El los años 70 del siglo XX se conmemoró el IV centenario de la fundación de la regla de 1569. Con este motivo se llevaron a cabo una serie de restauraciones y cambios en el programa de procesiones como fue la vuelta de la salida a hombros en que esta cofradía fue pionera el 26 de marzo (martes Santo) de 1991.

#### Imágenes propias

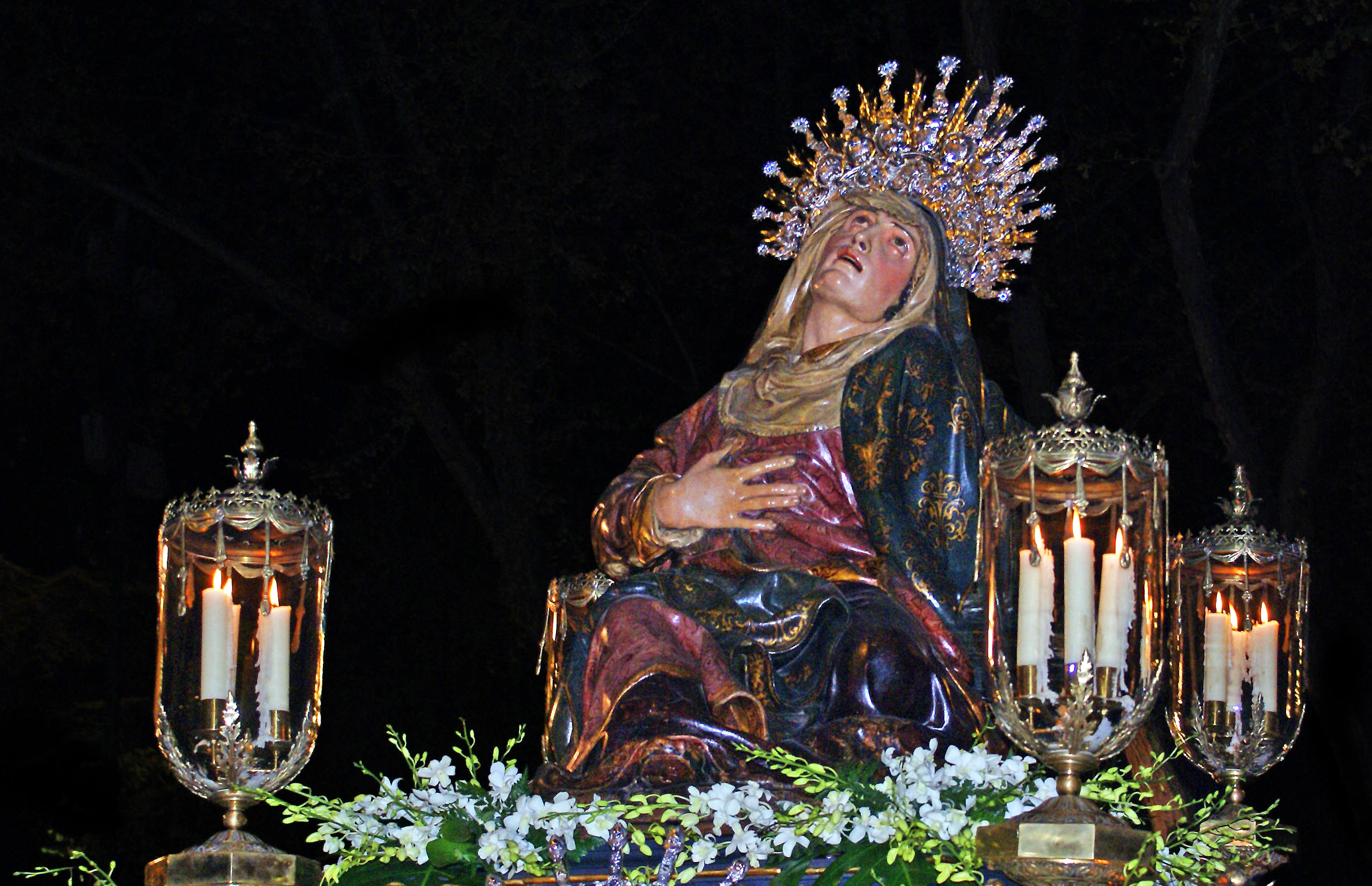
Virgen de las Angustias de Juan de Juni.

En un principio tuvo las tradicionales imágenes de cartón que se fueron sustituyendo por las de madera policromada. Una de las primeras fue el llamado Cristo de los Carboneros, de Francisco de Rincón. La Virgen de las Angustias, obra de Juan de Juni despertó desde siempre gran veneración. No se tiene noticia escrita de por qué llegó esta imagen a la cofradía, aunque se sabe que Juan de Juni no la talló como encargo. En época barroca se le añadieron unos cuchillos y desde entonces fue conocida en Valladolid como la Virgen de los cuchillos. La cofradía contaba con una imagen de papelón (cartón y tela encolada) llamada Longinos que sustituyeron por el Descendimiento -que consta de seis imágenes-, un paso encargado a Gregorio Fernández en 1615.

### Cofradía de la Piedad
Los orígenes de esta cofradía se remontan a la época de la reina Juana de Castilla pero las noticias más detalladas son del reinado de su hijo Carlos I de España. Se la conocía comúnmente como cofradía de los ginobeses o xinobeses por estar relacionada con los hombres de negocios de origen genovés, dedicados al comercio, que llegaron a Valladolid atraídos por la fama del sistema ferial de Castilla. Por entonces la cofradía se nutría de cofrades exclusivamente genoveses. Una de sus principales advocaciones era San Roque que se incluyó en el título general de la institución: Cofradía de la Concepción, Señor San Sebastián y Señor San Roque.
En aquellos comienzos no tenían sede propia sino que estaban amparados por el convento de los mercedarios calzados que les habían prestado en 1519 una capilla bajo la advocación de Santa Ana, que después se llamaría capilla de los Esclavos o de la Piedad. Esta capilla fue el único nexo de unión entre esta primera cofradía y la siguiente que ya tomó el nombre de cofradía de la Piedad. Cuando Valladolid dejó de tener importancia política, la colonia italiana de genoveses abandonó la ciudad y por tanto la cofradía quedó sin el elemento humano porque en la lista de cofrades no existía ningún afiliado de nombre castellano. No había pues en realidad continuidad con la cofradía de la Piedad que había ocupado la mencionada capilla mercedaria y así lo hizo constar la cofradía de las Angustias a finales del siglo XVI en el pleito que mantuvo con aquella. Alegaban que esta cofradía de la Piedad se había fundado por voluntad de unos cuantos vecinos de la villa, en una ermita construida fuera del puente Mayor bajo la advocación de San Roque. Estos nuevos cofrades tenían como obligación el cuidado de enfermos con llagas canceradas y pestilentes a los que cuidaban en un pequeño hospital de su propiedad.
La cofradía de la Piedad con sede en esta ermita de San Roque tenía una relación de convivencia con sus vecinos los frailes mínimos de la Victoria.  Pero al cabo de un tiempo abandonaron el lugar y la ermita, cediéndolo a dicho convento    y el 22 de agosto de 1578 el Cabildo se reunió de nuevo en el convento de los mercedarios, con la participación del prior, para redactar y fijar una nueva Regla, insistiendo en que se trataba de una re-fundación y re-organización, con el fin de que se les respetasen las antiguas costumbres en lo referente a procesiones. Sin embargo tanto el abad de la Colegiata como el Tribunal de la Real Chancillería mantuvieron que aquella nueva Regla era el punto de partida de una cofradía que no tenía ninguna relación con la de los xinobeses.

#### Unión con la cofradía de las Angustias

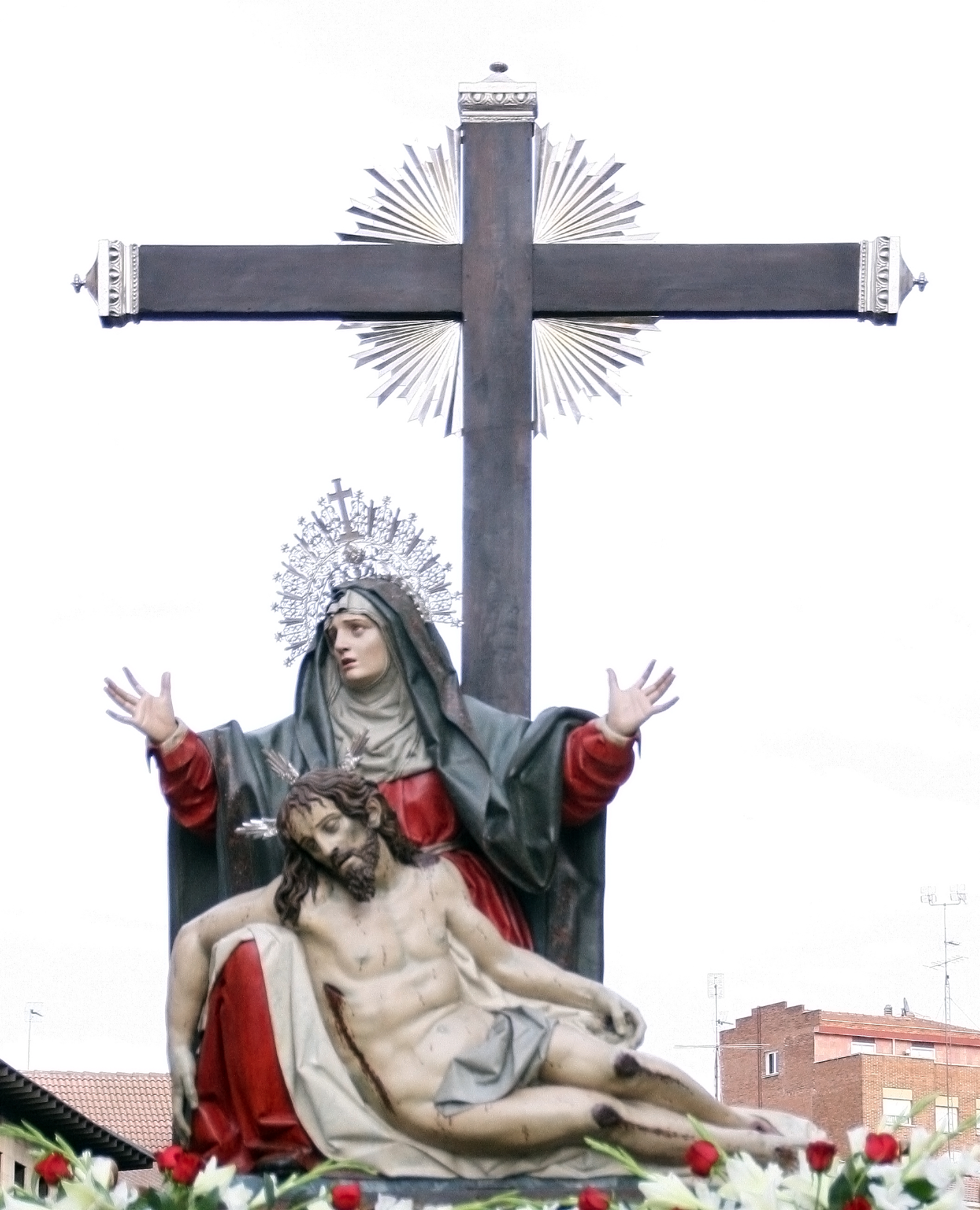
Quinta Angustia de Gregorio Fernández, imagen titular de la cofradía de la Piedad.

Por disposición de Francisco Sobrino (4.º obispo de Valladolid), la cofradía de la Piedad se vio obligada a unirse con la cofradía de las Angustias a partir de 1617. Este hecho generó problemas graves de convivencia entre las dos cofradías y la oposición de muchos de los cofrades secundados por los frailes mercedarios. Durante años continuaron los pleitos y el descontento hasta que en 1630 consiguieron independizarse de nuevo. Su preocupación a partir entonces fue contar con una iglesia penitencial propia, encargar pasos procesionales para sustituir a los de papelón y alquilar alguna casa en buenas condiciones que sirviera de hospital de convalecientes, como en sus primeros tiempos.
Los nuevos pasos procesionales fueron un Ecce Homo de José de Rozas, en madera policromada (de 1691), una imagen de la Soledad de la escuela de Gaspar Becerra y una imagen de la Piedad en paradero desconocido.

#### Iglesia penitencial
La iglesia penitencial se construyó en la calle de Pedro Barrueco en 1662. Cuando se derribó la iglesia por cuestiones de urbanización, la cofradía marchó desde allí a la iglesia de San Antonio Abad, cuyo monasterio estaba a la sazón desierto, ubicado en la actual calle del Santuario, a continuación del convento de Jesuitas de San Ambrosio. Recibieron la orden de no utilizar más que la propia iglesia, de manera que tuvieron que celebrar sus reuniones en la parroquia de San Andrés. A lo largo de todo el siglo XIX se fue acelerando la decadencia de esta cofradía. Para sobrevivir y contar con algo de dinero siguieron la costumbre de los frailes de San Antonio Abad, de rifar un cerdo cada año, pero no tuvieron demasiado éxito. La decadencia se fue haciendo evidente.
El 28 de abril de 1939 fue demolida esta iglesia de San Antonio Abad para construir en su solar el parque municipal.

#### Desaparición y reorganización
En tiempos del obispo Gandásegui, en los primeros años del siglo XX no se tenía noticia de ningún cofrade vivo que pudiera dar testimonio y continuación a la cofradía, por lo que se estimó conveniente reorganizarla desde cero con ayuda de la institución Casa Social Católica. Esta agrupación se ubicó en la iglesia del Rosarillo, encargándose de alumbrar el paso antiguo de la Sexta Angustia de Gregorio Fernández. Después esta imagen se sustituyó por la Piedad, también de Gregorio Fernández, que había pertenecido a un retablo del convento de San Francisco. La cofradía tiene su sede en la iglesia de San Martín.

### Cofradía de Jesús Nazareno
Esta cofradía nació en el seno del convento de Agustinos Calzados de Valladolid bajo la influencia de devociones que ya estaban vinculadas con la orden. Sin embargo nunca se llevaron bien agustinos y cofrades. Tenía su sede en el propio convento, de donde salía la procesión del Viernes Santo. Los cofrades estaban obligados por los agustinos a administrar las correas o cintas de San Agustín por lo que en su origen se llamó Cofradía de la Cinta de Nuestro Padre San Agustín a lo que se le añadió San Nicolás de Tolentino y Nuestro Padre Jesús Nazareno. A este título se le completó más tarde con Santa Mónica y en 1616 con Nuestra Señora de la Consolación de Bolonia. Estas cintas o correas eran un elemento devocional de la orden y constituían una sustanciosa fuente de ingresos.
Recibió la regla del primer del obispo de Valladolid, Bartolomé de la Plaza y empezaron a practicarla en 1599. La regla les obligaba «a seguir fieles a Jesús con la cruz a cuestas».

#### Primeros roces

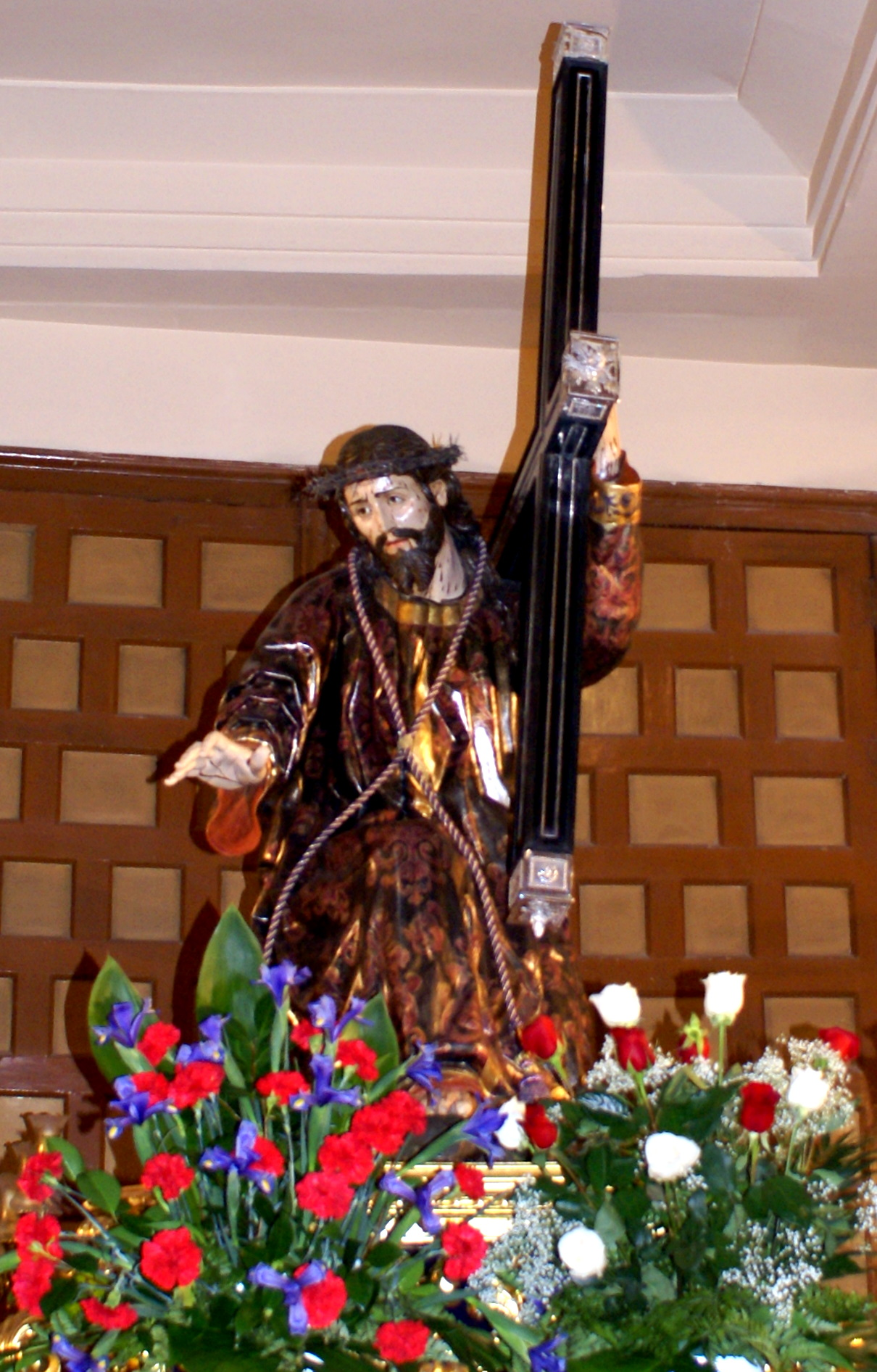
Jesús Nazareno, imagen titular.

Las primeras reuniones de los cofrades se llamaron Junta de Oficiales; después cambiaron a Cabildo de Gobierno, en cuya primera reunión fue omitida la presencia del representante de los frailes. Con motivo del distanciamiento que empezaba a manifestarse, estas reuniones pasaron a celebrarse en la iglesia de San Julián que se encontraba en la vecina calle de la Encarnación. En 1651 la cofradía rompió temporalmente su dependencia con la comunidad de frailes, dependencia que terminaría definitivamente en 1663, cuando la cofradía salió en procesión del Viernes Santo desde el convento y decidió no regresar a él, refugiándose en el nuevo solar y llevando allí todos sus pasos. A partir de este suceso el enfrentamiento entre cofrades y agustinos fue irreversible dándose la ruptura final en 1684. En el Archivo Histórico Nacional consta la siguiente noticia:

El día de Viernes Santo 3 de abril de 1676 salieron en procesión desde el convento, pero faltando a la costumbre y con violencia los dichos cofrades de la Correa que dicen ser de Jesús Nazareno desplegándose del convento y faltando a la costumbre se quedaron con todos los pasos e insignias dejándolas en una ermita que dicen que tienen suya en la Rinconada de la ciudad, sin hacer caso de la Orden

Los agustinos pusieron pleito, reclamando las imágenes que procesionaban con la cofradía, que eran del convento. La resolución les fue favorable y los cofrades tuvieron que devolver los pasos y encargar otros de nueva factura, en madera policromada, a los escultores Juan de Ávila (el Despojo) y Juan Antonio de la Peña (crucificado agonizante para el paso conocido como Cristo de la Agonía de 1684). Por otra parte, pudieron comprar a los agustinos las figuras de los sayones.

#### Nuevo templo

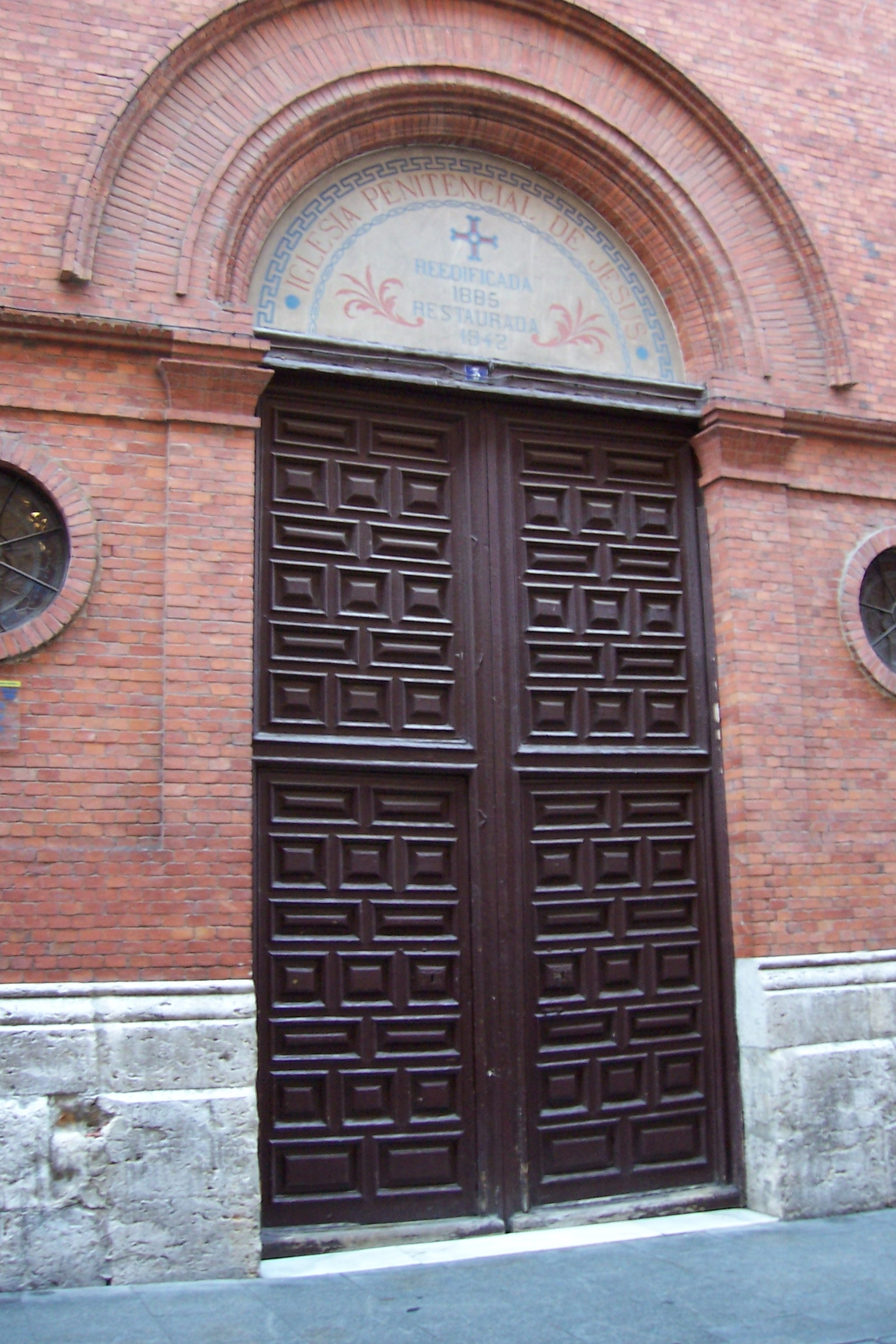
Portada de la iglesia de Jesús Nazareno.

En 1627, el regidor Andrés de Cabezón había ofrecido a la cofradía un solar en la zona de la Rinconada, cuya limpieza empezó en 1663, edificándose primeramente una tapia que delimitaba el espacio y enseguida una pequeña ermita a la espera de la construcción del templo definitivo. La construcción de la iglesia comenzó en 1665 y terminó en 1676. Con la reciente sede se instituyó nueva regla.
El culto empezó con toda formalidad el 13 de junio de 1697. Al día siguiente llevaron en procesión la imagen de Jesús Nazareno desde la iglesia de Santiago donde estaba depositada, hasta la catedral. Las calles estaban profusamente engalanadas. Cada una de las restantes cofradías levantó un altar donde la procesión hacía una parada: La Pasión delante del Consistorio; la de la Cruz en la portada de su templo; las Angustias en la plazuela del Almirante; la Piedad en la calle de Francos –actual Juan Mambrilla-. En los días siguientes hubo más festejos dedicados al pueblo de Valladolid: saraos, corridas de toros,  castillos de fuego, etc.

#### Imágenes propias
La imagen titular es la de Nuestro Padre Jesús Nazareno (1662), atribuida a Alonso de Rozas, Pedro de la Cuadra y Juan Antonio de la Peña, pero sin apoyo documental. Otra de las tallas es el Cristo de la Agonía de Juan Antonio de la Peña (1684), que sigue los modelos de Gregorio Fernández.